# Владимир Коларић (писац)
Владимир Коларић (Лозница, 1975) српски је прозни и драмски писац, теоретичар уметности и културе и преводилац.

## Биографија
Рођен 23. 2. 1975. године у Лозници, где је матурирао у гимназији „Вук Караџић“, а дипломирао на катедри за драматургију Факултета драмских уметности Универзитета уметности у Београду. На истом факултету докторирао на докторским научним студијама драмских уметности, медија и културе са тезом „Филм и књижевност: Трансформација књижевног текста Ф. М. Достојевског у филмовима Живојина Павловића“ (2013).

## Радови

### Књиге
Објавио је књиге приповедака "Луталице" (Студентски културни центар, Крагујевац, 2006), "Рат љубави и друге приче" (Филип Вишњић, Београд, 2007), "Тајна пурпурних зора" (Everest Media, Београд, 2020), "Признања и сећања" (Klett, Београд 2023),
"Сви воле морнаре" (Пресинг, Младеновац, 2023), романе "Авантуре Победника" (Пресинг, Младеновац, 2021), "Филип од злата" (Поетикум, Краљево, 2021), "Доктор Метузалем" (Пресинг, Младеновац 2022) и "Џеси и ја" (Пресинг, Младеновац, 2024) и књигу прозе "И остало" (Поетикум, Краљево, 2025).
Превео је са руског романе "Ломоносов, царски помоћник" Јурија Нечипоренка (Књижевни клуб Брчко, 2014) и "Е, јбг!" Владимира Коваљенка (Пресинг, Младеновац, 2023). Приредио и превео књигу избора из савремене руске поезије "У светли дан" (Пресинг, 2023).
Теоријске књиге "Хришћанство и филм" (Отачник и Бернар, 2017)., "Cultural Policy of Yugoslav Self-Management" (Globe Edit, 2019), "Хришћанство и уметност" (Библос и Отачник, 2021), "Бити другоме утеха и охрабрење: Есеји о хришћанству и култури" (Библос, 2023), "Јавни интерес у култури: теоријске основе и полазни критеријуми вредновања" (електронски, Завод за проучавање културног развитка, 2023), "Достојевски у филмовима Живојина Павловића" (Архив Српске православне цркве и Руски научни институт, Београд, 2024), "Још светлости: Есеји о уметности и популарној култури" (Библос, Београд, 2024), "Култура и безбедност" (електронски, Завод за проучавање културног развитка, 2025).
Објавио је и књигу есеја "Пламен Донбаса: есеји о Трећем светском рату" (Штампар Макарије, Београд, 2023).
Уредник је књига "Француска и Србија: Векови пријатељства" Алексиса Труда (Завод за проучавање културног развитка, Београд, 2019) и "Врањско музичко наслеђе" Марије Витас (Град Врање и Завод за проучавање културног развитка, 2020).
Зборник радова са међународне научне конференције "У трагању за уметничком формом: између књижевности, филма, позоришта и других медија", (Факултет драмских уметности, Институт за позориште, филм, радио и телевизију, Београд, 2012), коуредник са Енисом Успенски.
Уредник темата „Филм и филозофија“ (2014, са Александром Прњатом), „Естетика тела у хришћанству“ (2020, са Благојем Пантелићем) и „Хришћанство и савремена култура“ (2023, са Александром Ђаковцем), сва три у часопису Култура. 

### Теоријски радови
1. „Ка дубини твари – Физика и метафизика у делу Живојина Павловића“. Кораци, часопис за књижевност, уметност и културу, број 1-2, 2008, издавач Народна библиотека „Вук Караџић“, Крагујевац, стр. 117-134.
2. „Однос Јурија Ракитина према филму“. Књижевна историја, часопис за науку о књижевности, XЛ 2008 134-135, издавач Институт за књижевност и уметност, Београд, стр. 203-208.
3. Научни коментари у: Јуриј Ракитин: „У чему лежи тајна Великог мутавка?“, Књижевна историја, часопис за науку о књижевности, XЛ 2008 134-135, издавач Институт за књижевност и уметност, Београд, стр. 209-216.
4. „Кемп у дјелу Гајта Газданова“. Књижевна смотра, часопис за свјетску књижевност, број 149 (3), 2008, издавач Хрватско филолошко друштво, Загреб (Хрватска), стр. 33-41.
5. „Религија и филм – Од Анрија Ажела ка могућности заснивања једне хришћанске естетике филма“. Зборник Матице српске за сценске уметности и музику, број 39, 2008, издавач Матица српска, Нови Сад, стр. 93-101.
6. „Филмска делатност руских емиграната у Београду и југословенским земљама у првој половини XX века“. Зборник радова Факултета драмских уметности, часопис Института за филм, позориште, радио и телевизију, број 13-14, 2008, издавач Факултет драмских уметности, Институт за позориште, филм, радио и телевизију, Београд, стр. 181-198.
7. „Моделизација света у филму Буђење пацова Живојина Павловића”. Зборник радова Факултета драмских уметности, часопис Института за филм, позориште, радио и телевизију, број 15, 2009, издавач Факултет драмских уметности, Институт за позориште, филм, радио и телевизију, Београд, стр. 83-98.
8. „Одбрана уметности у Српском филму Срђана Спасојевића“. Култура, број 127, 2010, издавач Завод за проучавање културног развитка, стр. 82-101
9. „Моделизација света у Аристотеловој поетици и у структуралној семиотици Јурија Лотмана“. Зборник Матице српске за славистику, број 78, 2010, издавач Матица српска, Нови Сад, стр. 101-118.
10. „Апологија Запада: Чаадајев, Дали, Ворхол“. Зборник радова Факултета драмских уметности, часопис Института за филм, позориште, радио и телевизију, број 17, 2010, издавач Факултет драмских уметности, Институт за позориште, филм, радио и телевизију, Београд, стр. 355-373.
11. „Сергеј Тагац у Новој Европи“. Нова Европа (1920—1941) (зборник радова са научног скупа), 2010, издавач Институт за књижевност и уметност, Београд, стр. 635-641.
12. „Снобизам, дендизам, кемп“. Трећи програм, број 147, лето 2010, издавач РДУ Радио-телевизија Србије, Београд, стр. 245-257.
13. „Кемп у делу Гајта Газданова“. Трећи програм, број 149, зима 2011, издавач РДУ Радио-телевизија Србије, Београд, стр. 173-189.
14. „Семиотичко заснивање проблема односа филма и књижевности и филмске адаптације књижевног дела“. У трагању за уметничком формом: између књижевности, филма, позоришта и других медија (ур. др Ениса Успенски, Владимир Коларић), Зборник радова са међународне научне конференције, издавач Факултет драмских уметности, Институт за позориште, филм, радио и телевизију, Београд, 2012, стр. 125-130.
15. „Аристотеловско заснивање критике и позоришне критике у делима Пола Валерија и Оскара Вајлда“. Зборник Матице српске за сценске уметности и музику, број 46, 2012, издавач Матица српска, Нови Сад, стр. 117-130.
16. „Естетика преображавања као основ естетичких схватања Ф. М. Достојевског“. Зборник Матице српске за славистику, број 82, 2012, издавач Матица српска, Нови Сад, стр. 7-18.
17. „Природа, друштво и политика у роману Даглас Твид Ирине Александер“. Годишњи симпозиј „Природа – друштво – политика : Поводом 300. обљетнице рођења Жан-Жак Русоа“ (ур. Хрвоје Јурић), 2012, издавач Хрватско филозофско друштво, Загреб (Хрватска), стр. 36. Сажетак излагања.
18. „Култура између рата духа и духа рата: случај Ирине Александер“. Култура, број 137, 2012, издавач Завод за проучавање културног развитка, стр. 235-246.
19. „Уметност и енергија: Модалитети односа између уметности и друштвене стварности“. Култура и друштвени развој (зборник радова са научног скупа), 2012, издавач Мегатренд универзитет, Факултет за културу и медије, Београд, стр. 319-326.
20. „Однос књижевне поетике Ф. М. Достојевског према поетици филма и могућности филмске адаптације књижевног текста Достојевског“. Смисао, часопис Одијељења за друштвене науке Матице српске – Друштва чланова у Црној Гори, број 3 (II/1), 2013, издавач Издавачки центар Матице српске, Никшић (Црна Гора), стр. 171-182.
21. „Естетика и политика у роману Даглас Твид Ирине Александер“. Књижевна смотра, часопис за свјетску књижевност, број 167 (1), 2013, издавач Хрватско филолошко друштво, Загреб (Хрватска), стр. 123-135.
22. „Ка дубини твари – Физика и метафизика у делу Живојина Павловића“. Ријеч, број 1-2, 2013, издавач Књижевни клуб Брчко, Брчко дистрикт (Босна и Херцеговина.
23. „Савремене перспективе естетике преображавања Ф. М. Достојевског“. Српска теологија данас 2012 (зборник радова са четвртог годишњег симпосиона) (прир. Радомир Поповић), 2013, издавач Институт за теолошка истраживања Православног богословског факултета Универзитета у Београду, стр. 578-584.
24. „Аристотеловско заснивање критике и позоришне критике у делима Пола Валерија и Оскара Вајлда“. Ријеч, број 3-4, 2013, издавач Књижевни клуб Брчко, Брчко дистрикт (Босна и Херцеговина), стр. 85-96.
25. „Филмска култура и руска естетика екранизације“. Култура, број 141, 2013, издавач Завод за проучавање културног развитка, стр. 138-158.
26. „Слика и страст: испитивање филма“. Култура, број 142, 2014, издавач Завод за проучавање културног развитка, стр. 52-77.
27. „Уводна реч приређивача: Филм и филозофија“. Култура, број 142, 2014, издавач Завод за проучавање културног развитка, стр. 11-12 (у коауторству са др Александром Прњатом).
28. „Основи Лотманове семиотике филма“. Предговор у: Јуриј Лотман, Јуриј Цивјан: Дијалог са екраном, Филмски центар Србије, Београд, 2014, стр. 7-25.
29. „Религија и помирење у филму Исцељење Ивана Јовића“. Конференција Мостови медијског образовања – Књига сажетака, издавач Филозофски факултет, Одсек за медијске студије, Универзитет у Новом Саду, 2015, стр. 53. Апстракт (сажетак).
30. „Религија и помирење у филму Исцељење Ивана Јовића“. Медији, религија, национализам и транзициона правда (прир. Дубравка Валић Недељковић, Никола Кнежевић, Срђан Сремац и Динко Грухоњић), Центар за истраживање религије, политике и друштва - Одсек за медије Филозофског факултета Универзитета у Новом Саду, Нови Сад, 2015, стр. 64-75.
31. „Филм и телесна лепота“. Теолошки погледи, број Л (1/2017), издавач Свети архијерејски синод Српске православне цркве, стр. 173-184.
32. „Филм је наша нечиста савест“. Хуманистика, часопис за истраживања у друштвеним и хуманистичким наукама, Вол. 1, број 1/2017, март 2017, издавач Центра за студије медија и комуникације, Београд, стр. 67-77.
33. „Језик савремене руске идеологије“. Међународни интердисциплинарни студентски скуп III КАРЛОВАЧКИ ДАНИ СЛОБОДНЕ МИСЛИ - Језик и (псеудо)особеност, Сремски Карловци, 2-4. јун 2017, Књига сажетака, стр. 21. Апстракт (сажетак).
34. „Псеудо-апокалиптичке стратегије и њихово медијско посредовање на просторима бивше Југославије“. Међународна конференција Популизам, избегличка криза, религија, медији - Књига сажетака (приредили Дубравка Валић Недељковић, Никола Кнежевић, Срђан Сремац, Динко Грухоњић), Филозофски факултет, Универзитет у Новом Саду, Центар за истраживање религије, политике и друштва, Нови Сад, 2017, стр. 18. Апстракт (сажетак).
35. „Језик савремене руске идеологије“. Језик и феномен (псеудо)особености (ур. Андреа Ратковић). Издавач Центар за афирмацију слободне мисли, Сремски Карловци, 2017, стр. 71-84.
36. „Псеудо-апокалиптичке стратегије и њихово медијско посредовање на просторима бивше Југославије“. Популизам, избегличка криза, религија, медији (приредили Дубравка Валић Недељковић, Динко Грухоњић). Филозофски факултет, Универзитет у Новом Саду, Центар за истраживање религије, политике и друштва, Нови Сад, 2017, стр. 225- 240.
37. „Ситуационистичка интернационала и филм“. Мала школа медија (ур. Андреа Ратковић). Издавач Центар за афирмацију слободне мисли, Сремски Карловци, 2017, стр. 57-72.
38. „Естетичка схватања Живојина Павловића: О уметности и односу књижевности и филма“, Хуманистика, часопис за истраживања у друштвеним и хуманистичким наукама, број 2/2017, септембар 2017, издавач Висока школа за комуникације, Београд, стр. 21-33.
39. „Стратегија развоја културе и културна демократија“. Култура полиса, број 35, 2018. издавач Институт за европске студије, Београд, стр. 477-487. (У коауторству са Вуком Викићевићем)
40. "Комуникација стваралаштвом". Хуманистика, часопис за истраживања у друштвеним и хуманистичким наукама, број 3/2018, март 2018, издавач Висока школа за комуникације, Београд, стр. 39-45.
41. "Културна политика југословенског самоуправљања: идејно-вредносне основе и модалитети". Социолошки преглед, број 3/2018, издавач Социолошко друштво Србије
42. "Капацитети културе Републике Србије за међународну сарадњу", Међународна сарадња библиотека, зборник радова, Народна библиотека Стефан Првовенчани, Краљево, 2019.

### Прикази и есеји (избор)
1. „У књигама градови“ . Руски алманах, број 12, 2007, издавач Књижевно друштво Писмо, стр. 180-181. Приказ књижевног дела.
2. „Са тигром у кавезу“. Руски алманах, број 12, 2007, издавач Књижевно друштво Писмо, стр. 188-190. Приказ филма.
3. “У сенци Вавилона”. Руски алманах, број 13, 2008, издавач Књижевно друштво Писмо, стр. 213-216. Приказ филмске манифестације.
4. „О привиду и смислу“. Руски алманах, број 13, 2008, издавач Књижевно друштво Писмо, стр. 216-217. Приказ филма.
5. „Лет“. Руски алманах, број 14, 2009, издавач Књижевно друштво Писмо, стр. 154-155. Есеј.
6. „Између страха и наде“. Руски алманах, број 14, 2009, издавач Књижевно друштво Писмо, стр. 201-202. Приказ књижевног дела.
7. „Алексеј Писемски: Млакоња“. Руски алманах, број 14, 2009, издавач Књижевно друштво Писмо, стр. 202-203. Приказ књижевног дела.
8. „Песништво и истина“. Руски алманах, број 14, 2009, издавач Књижевно друштво Писмо, стр. 209-212. Приказ зборника филмских сценарија.
9. „Христ и антихрист“. Руски алманах, број 15, 2010, издавач Књижевно друштво Писмо, стр. 231-233. Приказ филма.
10. „Поетска победа Алионе ван дер Хорст“. Руски алманах, број 16, 2011, издавач Књижевно друштво Писмо, стр. 265-266. Приказ филма.
11. „Деконструкција империје“. Руски алманах, број 17, 2012, издавач Књижевно друштво Писмо, стр. 263-264. Приказ филма.
12. „У коме су и кактуси цвеће слободе“. Руски алманах, број 17, 2012, издавач Књижевно друштво Писмо, стр. 257-258. Приказ књижевног дела.
13. „Уметност као трик, живот као трик – Манифест ексцентризма“. Летопис Матице српске, књ. 491, св.1-2, јануар-фебруар 2013, издавач Матица српска, стр. 151-155. Есеј.
14. „Писати популарно, писати о популарном“. Тиса, број 12, пролеће 2013, издавач Народна Библиотека Бечеј, стр. 143-144. Есеј.
15. „Ексцентристи и Ирина Александер“, Медиантроп, електронски часопис за медије и културу, број 4, октобар 2013. Центар за медије Ранко Мунитић, Београд. Есеј.
16. „Перформативи Срђана Асановића“. Музика Класика, ревија класичне музике, број 14, јануар-март 2014, стр. 32-35. Есеј.
17. „Хришћанство, фантастика и ‘други светови’“. Орион, часопис за (научну/знанствену) фантастику, број 2, прољеће-љето 2014, издавач Књижевни клуб Брчко дистрикт (Босна и Херцеговина), стр. 153-157. Есеј.
18. „Естетика капитализма Ајн Ренд“. Летопис Матице српске, књ. 493, св. 6, јун 2014, издавач Матица српска, стр. 845-850. Есеј.
19. „Фантастични реализам Балабанова: Хоћу и ја“. Руски алманах, број 19, 2014, издавач Књижевно друштво Писмо, стр. 233-234. Приказ филма.
20. „Алексеј Балабанов (1959—2013). Ријеч, број 3-4, 2014, издавач Књижевни клуб Брчко, Брчко дистрикт (Босна и Херцеговина), стр. 455-461. Есеј.
21. „Одјеци нове речи“. Руски алманах, број 20, 2015, издавач Књижевно друштво Писмо, стр. 247-248. Приказ књиге.
22. „У раљама лудила“. Руски алманах, број 20, 2015, издавач Књижевно друштво Писмо, стр. 250-251. Приказ филма.
23. „Божанства ‘величанствена али светлосна'“. Ријеч, број 3-4, 2015, издавач Књижевни клуб Брчко, Брчко дистрикт (Босна и Херцеговина), стр. 419-420. Приказ књижевног дела.
24. „Зар?“. Ријеч, број 3-4, 2015, издавач Књижевни клуб Брчко, Брчко дистрикт (Босна и Херцеговина), стр. 421. Приказ књижевног дела.
25. „Тело писца, мушко тело“. Ријеч, број 3-4, 2015, издавач Књижевни клуб Брчко, Брчко дистрикт (Босна и Херцеговина. Приказ књижевног дела.
26. „Чтобы мир был возможен", Фестиваль «Точка сборки», Севастополь, 11-14. Май 2016. Есеј (превела с српског на руски Елена Буевич)
27. Добрица Ерић: „Фењер Стојадина Анђелковића“, са коментаром Владимира Коларића, Хyпербореа, јул 2016. Напомена-коментар.
28. „Шест приказа“. Орион, часопис за (научну/знанствену) фантастику, број 3, прољеће 2016, издавач Књижевни клуб Брчко дистрикт (Босна и Херцеговина), стр. 137-149. Прикази књижевних дела.
29. „Краљ метафизичког реализма“. Орион, часопис за (научну/знанствену) фантастику, број 3, прољеће 2016, издавач Књижевни клуб Брчко дистрикт (Босна и Херцеговина), стр. 171-172. Есеј.
30. „Ка новој речи“. Хипербореја, септембар 2016. Путопис-есеј.
31. „Паде, паде Вавилон велики: Булгаков о Достојевском“. Теолошки погледи, XЛИX (2/2016), стр. 405-407. Приказ књижевног дела.
32. „Ка новој речи“. Руски алманах, број 21, 2016, издавач Књижевно друштво Писмо, стр. 202-205. Путопис-есеј.
33. „Ка философији заједничког дела“. Руски алманах, број 21, 2016, издавач Књижевно друштво Писмо, стр. 216-217. Приказ позоришног фестивала.
34. „Светлост, светлост иза дрвећа“. Руски алманах, број 21, 2016, издавач Књижевно друштво Писмо, стр. 217-218. Приказ књижевног дела.
35. „У раљама лудила“. Православље, број 1190, 15. октобар 2016. стр. 39. Приказ филма.
36. „Иконички авангардизам Василија Чекригина“. Православље, број 1191, 1. новембар 2016. стр. 34-35. Есеј.
37. „Посредовања: О филму Исцељење Ивана Јовића“. Православље, број 1192, 15. новембар 2016, стр. 40. Приказ филма.
38. „Животи и љубави или о књизи Ирене Лукшић Берлин-Париз“. Радио Горњи град, регионални часопис за књижевност, културу и друштвена питања у пријелому епохе, 15. децембар 2016. Приказ књижевног дела.
39. „Тајна Достојевског и тајна Цркве“. Православље, број 1195-1196, 1.-15. јануар 2017, стр. 40-41. Приказ књижевног дела.
40. „Страх и нада: Лекције столећа“. Православље, број 1195-1196, 1.-15. јануар 2017, стр. 32-33. Есеј.
41. „О наказама и људима“. Православље, број 1197, 1. фебруар 2017, стр. 34. Приказ филма.
42. „Достојевски у пет, О Достојевском и вери код Ијана Ренкина“. Православље, број 1198, 15. фебруар 2017, стр. 32-33. Есеј.
43. „Са вером у Бога“. Православље, број 1199, 1. март 2017, стр. 38. Приказ филма.
44. „Сан о другачијем свету у уметности Ксеније Симонове“. Нови полис, март 2017. Приказ уметничке изложбе-есеј.
45. „Нови живот: На млечном путу Емира Кустурице“. Православље, број 1201, 1. април 2017, стр. 42. Приказ филма.
46. "Напитать холодных" в: Надежда Кондакова: «НАПИТАТЬ И СОГРЕТЬ: О творчестве Елены Буевич», Эмигрантская Лира, Н° 1(17)-2017. Есеј.
47. „Викинг: филм о Владимиру Кијевском и крштењу Русије“. Православље, број 1203, 1. мај 2017, стр. 34. Приказ филма.
48. „Омиљени домаћи - Црвено Класје“. Филмски центар Србије, октобар 2017. Есеј.
49. „Култура је колективни, али и историјски феномен“. Данас, број 7320-7321, 14-15. октобар 2017. Есеј.
50. "У трагању за идентитетом". Култура, број 189, 2018, стр. 315-317. Приказ научне монографије.
51. "Путин — менеджер или дальновидный государственник?", ИНОСМИ. Ру - Россия сегодня, 31. 5. 2018. Есеј.
52. "О роману Сунце у сенци". Сунце у сенци (Муамер Халиловић), Центар за религијске науке Ком, Београд, 2018, стр. 285-288. Есеј.
53. "Между Востоком и Западом: опыт Сербии". Славяне, журнал международной славянской академии, Но.2 (11), 2018, с. 24-26. Есеј.
54. "Секрет Эмира Кустурицы". Перемены, март 2019. Есеј.
55. "Вредности и њихова криза: да ли су нам вредности важне?", Култура, 165, 2019.

### Позоришне драме
1. Смрт у Паризу, сценско читање у Центру Мејерхољда, Москва, 4. 12. 2011, режија Анастасија Иљина
2. Смрт у Паризу, Ријеч, јесен-зима 2011
3. Смерть в Париже, Русская жизнь, јануар 2013, превод на руски Светлана Пшеничних
4. Хиполит, Хипербореја, октобар 2016
5. Хиполит, Екерман, март-април 2018
6. Смрт у Паризу, Антибарбарус, јул 2018
7. Тадеуш Ружевич и Френсис Бејкон на зубарској столици, Екерман, новембар-децембар 2018

### Радио драме
1. „Пикменов модел”, драматизација приповетке Х. Ф. Лавкрафта, режија Зоран Рангелов, Драмски програм Радио Београда, Радио-телевизија Србије, 13. октобар 2015. Аутор драматизације.
2. „Дете душе“, драматизација приповетке Константина Леонтјева, режија Зоран Рангелов, Драмски програм Радио Београда, Радио-телевизија Србије, 27. октобар 2015. Аутор драматизације.
3. „Несмислице“, драматизација поезије Едварда Лира, режија Марија Крстић, Драмски програм Радио Београда, Радио-телевизија Србије, 11. новембар 2015. Аутор драматизације.
4. „Теразије“, драматизација романа Бошка Токина, режија Зоран Рангелов, Драмски програм Радио Београда, Радио-телевизија Србије, . 13. јануар 2016. Аутор драматизације.
5. „Осветник“, драматизација романа Томаса де Квинсија, режија Зоран Рангелов, Драмски програм Радио Београда, Радио-телевизија Србије, 9. фебруар 2016. Аутор драматизације.
6. „Моравска ноћ“, драматизација романа Петера Хандкеа, режија Јелена Марковић, Драмски програм Радио Београда, Радио-телевизија Србије, 27. фебруар 2016. Аутор драматизације.
7. „Житије села“, драматизација романа Ивана Јовића, режија Зоран Рангелов, Драмски програм Радио Београда, Радио-телевизија Србије, 30. април 2016. Аутор драматизације.
8. „Пакао“, драматизација романа Рјуносуке Акутагаве, режија Зоран Рангелов, Драмски програм Радио Београда, Радио-телевизија Србије, 11. октобар 2016. Аутор драматизације.
9. „Египћанка“, драматизација приповетке Бранимира Ћосића, режија Марија Крстић, Драмски програм Радио Београда, Радио-телевизија Србије, 14. фебруар 2017. Аутор драматизације.
10. „Панчатантра“, драматизација класичног дела староиндијске књижевности, режија Зоран Рангелов, Драмски програм Радио Београда, Радио-телевизија Србије, 8. март 2017. Аутор драматизације.
11. „Багра дише“, драматизација приповетке Илије Бакића, режија Милош Јагодић, Драмски програм Радио Београда, Радио-телевизија Србије, 11. април 2017. Аутор драматизације.
12. „Барбарогеније децивилизатор“, драматизација романа Љубомира Мицића, режија Зоран Рангелов. Драмски програм Радио Београда, Радио-телевизија Србије, 10. мај 2017. Аутор драматизације.
13. „Психопатак“, драматизација романа Војислава Деспотова, режија Милош Јагодић, Драмски програм Радио Београда, Радио-телевизија Србије, 24. јун 2017. Аутор драматизације.
14. „Смртни бесмртник“, драматизација приповетке Мери Шели, режија Милош Јагодић, Драмски програм Радио Београда, Радио-телевизија Србије, 10. октобар 2017. Аутор драматизације.
15. „Велико срце“, драматизација приповетке Меше Селимовића, режија Зоран Рангелов, Драмски програм Радио Београда, Радио-телевизија Србије, 15. октобар 2017. Аутор драматизације.
16. „Болесница“, драматизација приповетке Николаја Костомарова, режија Зоран Рангелов, Драмски програм Радио Београда, Радио-телевизија Србије, 12. децембар 2017. Аутор драматизације.
17. „Доктор Глас“, драматизација романа Јалмара Седерберга, режија Марија Крстић, Драмски програм Радио Београда, Радио-телевизија Србије, 24. фебруар 2018. Аутор драматизације.
18. „Легенда о Уснулој долини“, драматизација приповетке Вашингтона Ирвинга, режија Зоран Рангелов, Драмски програм Радио Београда, Радио-телевизија Србије, 14. март 2018. Аутор драматизације.
19. „Портрет Едварда Рандолфа“, драматизација приповетке Натанијела Хоторна, режија Милош Јагодић, Драмски програм Радио Београда, Радио-телевизија Србије, 10. април 2018. Аутор драматизације.
20. „Стал Кијева“, драматизација приповетке Григорија Божовића, режија Зоран Рангелов, Драмски програм Радио Београда, Радио-телевизија Србије, 15. април 2018. Аутор драматизације.
21. „Мала од вртешке“, драматизација поезије Александра Миланковића, режија Марија Крстић, Драмски програм Радио Београда, Радио-телевизија Србије, 9. мај 2018. Аутор драматизације.
22. „Искушења“, драматизација приповетке Светислава Стефановића, режија Милош Јагодић, Драмски програм Радио Београда, Радио-телевизија Србије, 17. јун 2018. Аутор драматизације.
23. „Три гвинеје“, драматизација књиге Вирџиније Вулф, режија Јелена Марковић, Драмски програм Радио Београда, Радио-телевизија Србије, 30. јун 2018. Аутор драматизације.
24. „Истеривање ђавола“, драматизација приповетке Николаја Љескова, режија Зоран Рангелов, Драмски програм Радио Београда, Радио-телевизија Србије, 9. октобар 2018. Аутор драматизације.
25. „Речи о Свечовеку“, драматизација књиге Николаја Велимировића, режија Зоран Рангелов, Драмски програм Радио Београда, Радио-телевизија Србије, 14. новембар 2018. Аутор драматизације.
26. „Једна ласта не чини пролеће“, драматизација приповетке Германа Садулајева, режија Зоран Рангелов, Драмски програм Радио Београда, Радио-телевизија Србије, 23. фебруар 2019. Аутор драматизације.
27. "Шкргут зуба", драматизација поезије Предрага Јакшића, режија Зоран Рангелов, Драмски програм Радио Београда, Радио-телевизија Србије, 13. март 2019. Аутор драматизације.
28. "PR", драматизација романа Александра Илића, режија Зоран Рангелов, Драмски програм Радио Београда, Радио-телевизија Србије, 27. април 2019. Аутор драматизације.
29. "Аријел Аноним", драматизација поезије Јане Алексић, режија Милош Јагодић, Драмски програм Радио Београда, Радио-телевизија Србије, 8. мај 2019. Аутор драматизације.
30. "Отицања", драматизација поезије Огњена Обрадовића, режија Марија Крстић, Драмски програм Радио Београда, Радио-телевизија Србије, 11. септембар 2019. Аутор драматизације.
31. "Black Light", драматизација романа Миомира Петровића, режија Милутин Петровић, Драмски програм Радио Београда, Радио-телевизија Србије, 28. октобар 2019. Аутор драматизације.
32. "Сликар и ђаво", драматизација приповетке В. М. Текерија, режија Марија Крстић, Драмски програм Радио Београда, Радио-телевизија Србије, 10. децембар 2019. Аутор драматизације.
33. "На њен дан", драматизација приповетке Симе Матавуља, режија Милош Јагодић, Драмски програм Радио Београда, Радио-телевизија Србије, 20. април 2020. Аутор драматизације.
34. "Руминације о предстојећој катастрофи", драматизација романа Филипа Грбића, режија Зоран Рангелов, Драмски програм Радио Београда, Радио-телевизија Србије, 25. април 2020. Аутор драматизације.

### Проза
1. „Бенито и Софија или Сунце будућности“, Књижевне новине, март 2006. Приповетка.
2. „Петар“, Кораци, април 2007. Приповетка.
3. „Сава Савановић и вожд Карађорђе“, 2007. Приповетка.
4. „Сава Савановић и војвода Влад“, Арт-Анима, 2007. Приповетка.
5. „Америка“, Арт-Анима, 2007. Приповетка.
6. „Последња вечера“, Да сам Шејн: бестселер.нет натјечај за кратку причу 2007, бестселер.нет и Конзор, Загреб (Хрватска), 2007, 247-251. Приповетка.
7. „Рупа“, Први програм Радио Београда, септембар 2007. Приповетка.
8. „Слатке приче“, Трећи програм Радио Београда, септембар 2009. Приповетка.
9. „Филип од злата“ (одломци), Трећи програм Радио Београда, 19. 3, 26. 3, 2. 4. 2011. Приповетка.
10. „Слатке приче“, Тиса, број 6-7, лето-јесен 2010, 141-152. Приповетка.
11. „Америка“, Ријеч (Брчко дистрикт, Босна и Херцеговина), број 3-4, јесен-зима 2010, 263-266. Приповетка.
12. „Одбрана уметности у Брчком“, Ријеч (Брчко дистрикт, Босна и Херцеговина), број 3-4, јесен-зима 2010, 407-408. Есеј.
13. „Слатке приче 2“, Тиса, број 8-9, лето-јесен 2011, 99-122. Приповетка.
14. „Крвава свадба“, Арт-Анима, 2011. Приповетка.
15. „Ирска“, Првенац X (прир. Миљурко Вукадиновић), Студентски културни центар, Крагујевац, 2012, 227-228. Приповетка.
16. „Анђели“, Првенац X (прир. Миљурко Вукадиновић), Студентски културни центар, Крагујевац, 2012, 229-230. Приповетка.
17. „Питагора и Хиперборејац“, Невидбог (Збирка кратких прича о старим боговима) (уредник Драгић Рабреновић), Локални јавни емитер Радио Бијело Поље, Бијело Поље (Црна Гора), 2013. 124-126. Приповетка.
18. „Питагора и Хиперборејац“, Арт-Анима, 2013. Приповетка.
19. „Зналац чистих дана“, ХААРП и друге приче о теорији завере (прир. Горан Скробоња), Паладин, Београд, 2014, 492-498. Приповетка.
20. „Питагора и Хиперборејац“, Хипербореја, 2015. Приповетка.
21. „Зналац чистих дана“, Хипербореја, септембар 2016. Приповетка.
22. "Рассказы", Камертон, Но 104, 2018 (Москва). Приповетке (превод на руски Јелена Бујевич).
23. "Рупа и друге приче", Екерман, 2019. Приповетке.

### Филм
1. „Победа“, кратки играни филм, режија Радосав Петровић, 2001. Коаутор оригиналног сценарија.
2. „Европо/You, Europe“, кратки играни филм, режија Јелена Марковић, 2014. Сценарио и главна улога.
3. „Педесет година Завода за проучавање културног развитка“, документарни филм (30 мин), 2017, продукција Завод за проучавање културног развитка и Филмске новости. Сценарио и режија (са Машом Вукановић).
4. „Џепне теорије“, кратки експериментални филм, режија Нарцис Алиспахић. Коаутор сценарија, улога.
5. "Београдски контрапункт 2018 - Личне слике света у покрету", документарни филм (30 мин), 2018, продукција Завод за проучавање културног развитка и Филмске новости. Сценарио и режија (са Вуком Вукићевићем)
6. "Педесет година часописа Култура", документарни филм (30 мин), 2018, продукција Завод за проучавање културног развитка. Сценарио и режија (са Пеђом Пивљанином).

### Преводи
1. Олег Ковалов: „Звезда под степом: Америка у огледалу совјетског филма“. Руски алманах, број 11, 2006, издавач Књижевно друштво Писмо, 161-171. Превод с руског (есеј).
2. Г. Козинцев, Г. Крижицки, Л. Трауберг, С. Јуткевич: „Ексцентризам“. Руски алманах, број 13, 2008, издавач Књижевно друштво Писмо, стр 143-152. Превод с руског (грађа – манифест).
3. Станислав Хатунцев: „Крајишници“. Руски алманах, број 17, 2012, издавач Књижевно друштво Писмо, стр. 259-263. Превод с руског (есеј).
4. Алексеј Мокроусов: „Класик и патина“. Руски алманах, број 17, 2012, издавач Књижевно друштво Писмо, стр. 267-269. Превод с руског (есеј).
5. Г. Козинцев, Г. Крижицки, Л. Трауберг, С. Јуткевич: „Ексцентризам (1920)“. Медиантроп, електронски часопис за медије и културу, број 1, децембар 2012. Центар за медије Ранко Мунитић, Београд. Превод с руског (грађа – манифест).
6. Максим Кантор: „Чланци“. Руски алманах, број 18, 2013, издавач Књижевно друштво Писмо, стр. 92-99. Превод с руског (есеји).
7. Модест Колеров: „Политичка класа против државе: сто година зборника Размеђа“. Руски алманах, број 18, 2013, издавач Књижевно друштво Писмо, стр. 100-102. Превод с руског (есеј).
8. Алексеј Мокроусов: „Архиви и змајеви“. Руски алманах, број 19, 2014, издавач Књижевно друштво Писмо, стр. 224-231. Превод с руског (есеј).
9. Јуриј Нечипоренко: „Ломоносов, царски помоћник“, 2014, издавач Књижевни клуб Брчко, Брчко дистрикт, Босна и Херцеговина. Превод с руског (роман).
10. Ана Резниченко: „Опробавајући се у жанру путописних белешки: Србија“. Руски алманах, број 20, 2015, издавач Књижевно друштво Писмо, стр. 244-246. Превод с руског (есеј).
11. Пантелејмон Комаров: „Три песме“. Хипербореја, мај 2016. Превод с руског (поезија).
12. Тихон Синицин: „Поезија“. Хипербореја, јун 2016. Превод с руског (поезија).
13. Јелена Бујевич: „Песме“. Хипербореја, август 2016. Превод с руског (поезија).
14. Татјана Пискарјова: „Поезија“. Хипербореја, септембар 2016. Превод с руског (поезија).
15. Амарсана Улзитујев: „Бодхисатва Генадиј из Псково-печерског манастира“. Хипербореја, септембар 2016. Превод с руског (поезија).
16. Георгиј Гребеншчиков: „На Иртишу“. Руски алманах, број 21, 2016, издавач Књижевно друштво Писмо, стр. 69-75. Превод с руског (приповетка).
17. Александар Секацки: „Пролетаријат и смрт“. Руски алманах, број 21, 2016, издавач Књижевно друштво Писмо, стр. 116-124. Превод с руског (есеј).
18. Жанар Кусаинова: „Записи“. Хипербореја, октобар 2016. Превод с руског (поезија, проза).
19. „Четири руска песника“ (Пантелејмон Комаров, Тихон Синицин, Јелена Бујевич, Татјана Пискарјова). Ријеч, бр. 3-4, 2016, издавач Књижевни клуб Брчко, Брчко дистрикт (Босна и Херцеговина), стр. 433-439. Превод с руског (поезија).
20. Јевгениј Чигрин: „Балканска“. Хипербореја, децембар 2016. Превод с руског (поезија).
21. Станислав Ли: „Нове песме“. Хипербореја, јануар 2017. Превод с руског (поезија).
22. Јуриј Пољаков: „Како сам постао конзервативац?“. Стање ствари, март 2017. Превод с руског (есеј).
23. Модест Колеров: „Политичка класа против државе: сто година зборника Размеђа“. Стање ствари, март 2017. Превод с руског (есеј).
24. Рифат Гумеров: „Песме“. Хипербореја, март 2017. Превод с руског (поезија).
25. Јуриј Пољаков: „Како сам постао конзервативац?“. Нови Стандард, март 2017. Превод с руског (есеј).
26. Рон Вилис: „Песме“. Хипербореја, март 2017. Превод са енглеског (поезија).
27. Платон Беседин: „Дан присаједињења Крима је слављење Правде“. Стање ствари, март 2017. Превод с руског (есеј).
28. Платон Беседин: „Белорусија или Увек може горе“. Стање ствари, март 2017. Превод с руског (есеј).
29. „О Бжежинском“ (у „Ј. Холмогоров и В. Коларић: На вест о смрти - Збигњев Бжежински (1928—2017). Стање ствари, мај 2017. Превод с руског (есеј).
30. Ана Резниченко: „Опробавајући се у жанру путописних белешки: Србија“. Стање ствари, јун 2017. Превод с руског (есеј).
31. Максим Кантор: „Изабрани есеји“. Стање ствари, јун 2017. Превод с руског (есеј).
32. Борис Межујев: „Стоун-Путин-Тито“. Искра, јун 2017. Превод с руског (есеј).
33. Михаил Ломоносов: „Стихови“. Кораци, св.4-6, 2017, стр. 62-65, издавач Народна библиотека Вук Караџић, Крагујевац. Превод с руског (поезија).
34. Станислав Хатунцев: „Крајишници“. Стање ствари, јул 2017. Превод с руског и коментар (есеј).
35. Јевгениј Чигрин: „Котор“. Хипербореја, јул 2017. Превод с руског (поезија).
36. Борис Межујев: „О реализму и обалама цивилизације“. Руски алманах, број 22, 2017, издавач Књижевно друштво Писмо, стр. 170-174. Превод с руског (есеј).
37. Ј. Г.: „Kључ од Србије“. Руски алманах, број 22, 2017, издавач Књижевно друштво Писмо, стр. 222-228. Превод с руског (есеј).
38. Борис Межујев: „О реализму и обалама цивилизације“. Стражњи дућан, август, 2017.
39. Ј. Г.: „Kључ од Србије“. Стање ствари, септембар 2017. Превод с руског (есеј).
40. Герман Садулајев: „Бундестаг. Поема“. Стање ствари, новембар 2017. Превод с руског (поезија).
41. Жанар Кусаинова: „Мама Пенелопа и син њен козлоноги Пан“. Радио-телевизија Србије, Драмски програм Радио Београда, режија Јелена Марковић, 30. 12. 2017. Превод с руског (радио-драма).
42. Јегор Холмогоров: „Због чега Солжењицин заслужује споменик“. Стање ствари, новембар 2017. Превод с руског (есеј).
43. Рифат Гумеров: „Моја кућа“. Ријечи, број 1-2. 2017, издавач Удружење грађана Талија, Брчко, Босна и Херцеговина, стр. 301-303. Превод с руског (поезија).
44. Рон Вилис: „Празне собе“. Ријечи, број 1-2. 2017, издавач Удружење грађана Талија, Брчко, Босна и Херцеговина, стр. 304-305. Превод с енглеског (поезија).
45. Станислав Ли: „Реч тражим“. Ријечи, број 1-2. 2017, издавач Удружење грађана Талија, Брчко, Босна и Херцеговина, стр. 415-417. Превод с руског (поезија).
46. Јевгениј Чигрин: "Балкански блокбастер", Кораци, број 4-6, 2018. Превод с руског (поезија).
47. Станислав Ли: "Светлост на дну", Екерман, број 16, јул-август 2018. Превод с руског (поезија).
48. Пантелејмон Комаров: "Лептир у огњу", Екерман, број 17, септембар-октобар 2018. Превод с руског (поезија).
49. Жанар Кусаинова: „Мама Пенелопа и син њен козлоноги Пан“. Руски алманах, број 23, 2018. Превод с руског (радио-драма).
50. Јуриј Нечипоренко: "Мале бајке", Руски алманах, број 24, 2019, превод с руског (проза).
51. Станислав Ли: "Роса у трави", Исток, број 21-22, 2019, превод с руског (поезија)
52. Јосиф Висарионович Стаљин: "Стихови", Исток, број 25-26, 2020, превод с руског (поезија)

## Остале активности
Сарадник научних и књижевних часописа, Драмског програма и Трећег програма Радио Београда, као и већег броја интернет сајтова и портала, са неколико стотина објављених ауторских јединица - књижевних, драмских, теоријских, критичких, есејистичких радова и превода поезије, прозе, чланака и есеја.
Од 2017. године, као истраживач и организатор истраживања, запослен у Заводу за проучавање културног развитка у Београду.
Доцент на Високој школи за комуникације у Београду, на предметима Теорија културе и уметности, Естетика, Херменеутика уметности.
Добитник награде "Витомир Богић" за допринос радиофонији Драмског програма Радио Београда, 2020. године.
Члан Српског књижевног друштва и Удружења драмских уметника Србије.
Уређује сопствени блог "Одбрана уметности".